# Guerra de Loon
La guerra de Loon (en neerlandés: Loonse Oorlog) fue una guerra de sucesión por el condado de Holanda (y su dependencia Zelanda) que abarcó desde 1203 hasta 1206, provocada por la muerte del conde Teodorico VII. La guerra se libró entre el hermano de Teodorico, Guillermo de Frisia, y la hija del mismo, Ada que se había casado prematuramente con el conde Luis II de Loon. 

## Crisis de sucesión

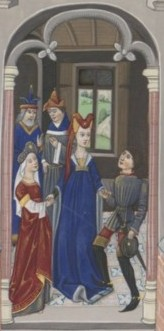
Boda de Ada y Luis en 1203. Pintura del.

El conde Teodorico VII de Holanda falleció el 4 de noviembre de 1203, habiendo tenido solo hijas, de las cuales solamente le sobrevivió Ada. En su lecho de muerte, declaró que quería discutir su sucesión con su hermano Guillermo de Frisia. Sin embargo, su esposa, la condesa Adelaida de Clèves, que ya había librado una batalla cerca de Alkmaar contra el rebelde Guillermo en 1195, quería que Ada recibiera la herencia en su lugar. Sin embargo, en Holanda y Zelanda, Ada, como mujer, no tenía derecho a heredar los condados, pero Adelaida trató de lograrlo de todos modos al encontrar rápidamente un marido para Ada. Incluso antes de que su padre fuera enterrado, Ada, de 15 años, se casó con el conde Luis II de Loon, según lo dispuesto por su madre. De camino al funeral de su padre, se encontró con secuaces de su tío Guillermo, después de lo cual se atrincheró en la fortaleza de Leiden.

## Guerra
La guerra de sucesión adquirió un alcance internacional: Ada y Luis se aliaron con Francia y la casa alemana de Hohenstaufen, mientras que Guillermo se unió a Inglaterra y la casa alemana de Welf. Como trasfondo, estaba sucediendo una lucha por el trono del Sacro Imperio Romano Germánico entre el welfo Otón IV de Brunswick y el staufen Felipe de Suabia. Esto significó que el emperador no pudo determinar el destino de los acontecimientos en sus provincias holandesas. Nobles famosos de Holanda que unieron fuerzas con la alianza de Loon fueron Gisbert II de Amstel, Floris Herbaren van der Lede, Folpert II van der Lede, Hugo de Voorne, Rogier van der Meere y Otto de Voorn; Guillermo fue apoyado por Walter de Egmont, Alberto II Banjaert, Felipe de Wassenaar, Jacobo de Leiden, Simón de Haarlem, Guillermo de Teylingen, Jan de Rijswijk y Otto de Bentheim.
Al principio del conflicto, las tropas de Guillermo sitiaron la fortaleza de Leiden, la conquistaron, tomaron prisionera a Ada y la enviaron por Texel a Inglaterra. Diplomáticamente, la posición de Luis era más fuerte, con numerosos aliados extranjeros, pero en Holanda se lo veía como un extraño, y el nativo Guillermo era más popular entre la nobleza y la ciudadanía. Luis inicialmente también recibió el apoyo del conde de Flandes, los príncipes obispos de Lieja y Utrecht, los duques de Limburgo y más tarde también de Brabante. En 1204 invadió Holanda con un gran ejército y logró expulsar a Guillermo a Zelanda.
En el invierno de 1203-4, los kennemer (holandeses del norte) utilizaron la táctica de guerra de abrir los diques de los ríos Amstel e IJ e inundar el área entre Muiden y Breukelen.
Desde 1205 en adelante, la guerra se inclinó a favor de Guillermo. Ahora contaba con el apoyo de los habitantes de Zelanda, Kennemerland (costa de Holanda Septentrional) y Renania (Holanda Meridional), y su ejército era más fuerte. Luis se retiró de Holanda a principios de 1206, pero Guillermo lo persiguió y lo derrotó en una batalla a orillas del río Zijl.

## Consecuencias
Luis optó por las negociaciones y pidió al duque de Brabante que mediara. El 14 de octubre de 1206 se firmó la paz con el Tratado de Brujas. Formalmente, Holanda se dividió entre Luis y Guillermo: Guillermo recibió Zelanda y la región alrededor de la ciudad de Geertruidenberg, mientras que Luis se quedaría con el resto Holanda. Sin embargo, varias fuentes muestran que Guillermo pronto se convirtió en el gobernante de facto de Holanda; por ejemplo, Guillermo se llama a sí mismo simplemente como viene Hollandiae ("conde de Holanda") en una escritura de 1210. A mediados de 1207, Luis logró liberar a su esposa Ada después de mantener correspondencia con el rey inglés, Juan I, pero tuvo que enviar a su hermano Arnold como rehén de reemplazo a Inglaterra. 